# التغير المناخي في الولايات المتحدة

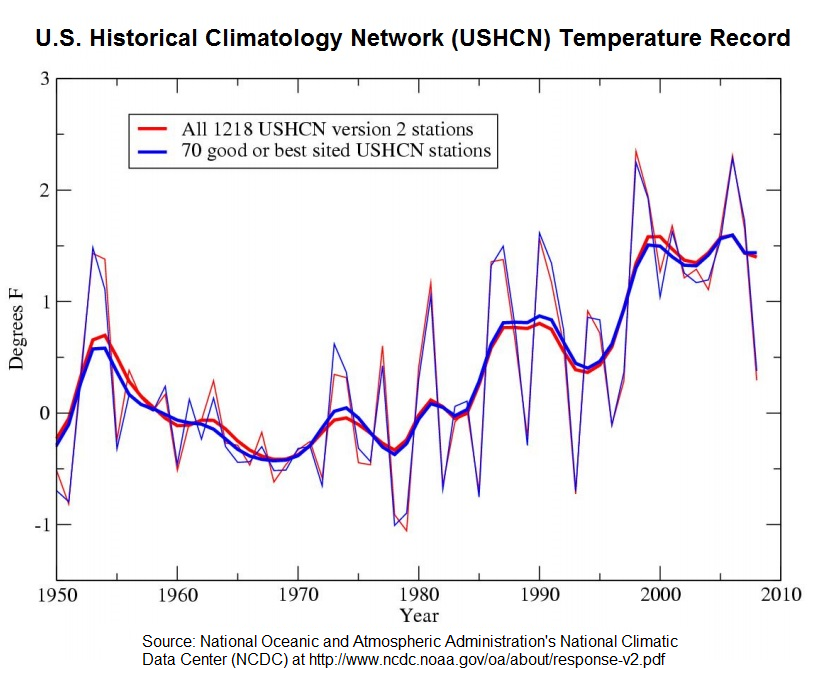

بسبب التغير المناخي، هناك اهتمام في الولايات المتحدة وفي العالم أجمع، بأن الولايات المتحدة يجب أن تخفض من غازات دفيئة التي تعتبر مرتفعة نسبيًا لكل نسمة وتعتبر الثانية عالميًا بعد الصين، اعتبارًا من عام 2014. اعتبارًا من أبريل 2019، يعتقد 69% من الأمريكيين أن التغير المناخي يحدث، كما يعتقد 55% أنه بسبب البشر في الغالب.
في 2012، تعرضت الولايات المتحدة للعام الأدفأ في السجلات. اعتبارًا من 2012، وقعت الأعوام الثلاث عشر الأدفأ بالنسبة للكوكب ككل منذ 1998، متجاوزًا تلك الأعوام منذ 1880.
منذ 1950 وحتى 2009، أظهرت سجلات درجة حرارة السطح الخاصة بالحكومة الأمريكية ارتفاعًا بمقدار 1 فهرنهايت (0.56 درجة مئوية) تقريبًا. تسبب الاحتباس الحراري في العديد من التغيرات في الولايات المتحدة طبقًا للبيان الصادر في 2009 عن الإدارة الوطنية للمحيطات والغلاف الجوي (NOAA)، شملت المؤشرات ذوبان الجليد في البحيرات والأنهار مبكرًا في الربيع، وتفتح الأزهار مبكرًا، ونقل العديد من الأنواع حدود موطنها نحو الشمال، بالإضافة إلى انخفاض حجم الأنهار المتجمدة.
حذرت بعض الأبحاث من المشاكل الممكنة نتيجة التغير المناخي الأمريكي مثل انتشار الأنواع المجتاحة واحتمالات الفيضانات وكذلك الجفاف. تظهر التغيرات المناخية في مناطق الولايات المتحدة بشكل ملحوظ. يبدو أن أوضاع الجفاف تسوء في الجنوب الغربي بينما تتحسن في الشمال الشرقي على سبيل المثال.
تعهد الرئيس باراك أوباما في ديسمبر 2009 خلال قمة كوبنهاغن للتغير المناخي بتخفيض انبعاثات ثاني أكسيد الكربون بنسبة 17% دون مستويات عام 2005 بحلول عام 2020، وبنسبة 42% دون مستويات عام 2005 بحلول عام 2030، وبنسبة 83% دون مستويات عام 2005 بحلول عام 2050.
في خطابه أمام الكونغرس الأمريكي في يونيو 2013، حدد أوباما خطة عمل محددة لتحقيق التخفيض بنسبة 17% في انبعاثات ثاني أكسيد الكربون مقارنة بمستويات عام 2005 بحلول 2020. أدرج بعض الإجراءات مثل الانتقال من توليد الطاقة بالفحم إلى الإنتاج عن طريق الغاز الطبيعي والطاقة الشمسية.
يُعامل التغير المناخي كتهديد للأمن القومي في الولايات المتحدة.
في 2015، طبقًا لجريدة نيويورك تايمز وغيرها، علمت شركات النفط منذ السبعينيات أن حرق النفط والغاز يسبب الاحتباس الحراري ولكن، بالرغم من ذلك، مولوا الناكرين لمدة أعوام. كان 2016 عامًا تاريخيًا لكوارث الطقس والمناخ التي بلغت خسائرها مليار دولار.
في 2015، نشرت مجلة وول ستريت تقريرًا ذكر أن تبعيات الولايات المتحدة مثل بورتو ريكو هي المناطق الأكثر عرضة للتغير المناخي.

## انبعاثات الغازات الدفيئة بواسطة الولايات المتحدة
جاءت الولايات المتحدة في المرتبة الثانية لانبعاثات ثاني أكسيد الكربون الناتج عن الوقود الأحفوري في 2009. إذ أنتجت 5420 طنًا متريًا من المادة، مساهمةً بـ 17.8% من الإجمالي العالمي في وقتها. كما جاءت أيضًا في المرتبة الثانية من ناحية الانبعاثات الإجمالية للغازات الدفيئة، بما في ذلك التغيرات الناجمة عن التشييد وإزالة الغابات. في 2005 بالتحديد، أنتجت الولايات المتحدة 6930 طنًا متريًا (15.7% من الإجمالي العالمي). في الانبعاثات التراكمية بين عامي 1850 و 2007، احتلت الولايات المتحدة المرتبة الأولى بين جميع دول العالم، متسببةً في 28.8% من الإجمالي العالمي.
تخطت الصين الولايات المتحدة في انبعاثات ثاني أكسيد الكربون منذ 2005 وصاعدًا. أنتجت الولايات المتحدة 5.8 مليار طنًا متريًا من ثاني أكسيد الكربون في 2006، مقارنةً بالصين بالـ 6.23 مليار التي تأتي من الصين. الانبعاثات لكل نسمة في الصين تبلغ قرابة الربع مقارنة بالولايات المتحدة. 
يعتبر توليد الطاقة هو أكبر مصادر انبعاثات الغازات الدفيئة في الولايات المتحدة. على سبيل المثال، أظهرت البيانات لعام 2012 نسبة 32% من الإجمالي مقارنةً بنسبة 28% من الانبعاثات بالنسبة للنقل، و20% من الصناعة، و20% من المصادر الأخرى.
طبقًا للبيانات من إدارة معلومات الطاقة الأمريكية، كانت الدول الأكثر في انبعاثات ثاني أكسيد الكربون من الوقود الحفري هي: الصين 7710 مليون طن (25.4%)، الولايات المتحدة 5,420 طن (17.8%)، الهند: 5.3%، روسيا: 5.2%، اليابان: 3.6%.
في الانبعاثات التراكمية بين 1850 و 2007، كانت الدول الأكثر في الانبعاثات هي: 1. الولايات المتحدة 28.8%، 2. الصين: 9.0%، 3. روسيا: 8.0%، 4. ألمانيا 6.9%، 5. المملكة المتحدة 5.8%، 6. اليابان: 3.9%، 7. فرنسا: 2.8%، 8. الهند 2.4%، 9. كندا: 2.2%، 10. أوكرانيا 2.2 %.
بالنسبة للاتجاهات، كانت انبعاثات ثاني أكسيد الكربون في 1990 قرابة 5000 طنًا متريًا وارتفعت تدريجيًا إلى 6000 طنًا متريًا، ووصلت للقمة في 2008. استمر الانخفاض اللاحق حتى شهدت 2012 انبعاث 5400 طنًا متريًا.
طبقًا لدراسة في 2016، أبخست وكالة حماية البيئة الأمريكية تقدير انبعاثات الميثان في الولايات المتحدة منذ عقد على الأقل بنسبة تتراوح بين 30 إلى 50%.